# Darlene Gillespie
Pour les articles homonymes, voir Gillespie.
Darlene Faye Gillespie est une actrice et chanteuse américaine née le 8 avril 1941 à Montréal.
Elle a fait partie de la première version de l'émission The Mickey Mouse Club.

## Biographie
En 1956, le label Disneyland Records filiale du studio, décide de produire lui-même l'album d’Alice au pays des merveilles (1951) et c'est Darlene qui chante les trois solos d'Alice.